# Nasrollah Nasehpour

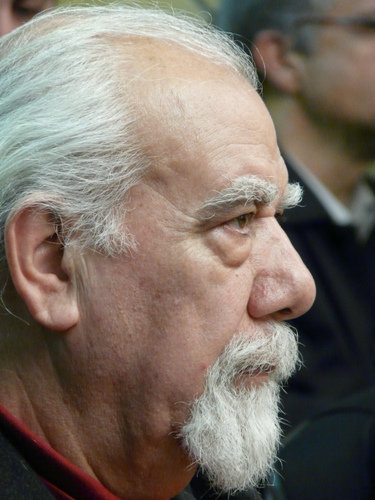
Nasrollah Nasehpour, vor 2013

Ostād Nasrollah Nassehpoor, auch Nasrollah Nasehpour (persisch نصرالله ناصح پور‎; * 24. Oktober 1940 in Ardabil; † 18. Juni 2023) war ein iranischer Sänger und Professor für klassischen persischen Gesang. Durch seinen Vater, den bekannten Garmon-Spieler Agha Shakour, wurde er bereits als Kind von aserbaidschanischer Musik stark geprägt.
Nachdem er von seiner Heimatstadt Ardebil nach Teheran gezogen war, genoss er eine Ausbildung durch berühmte Musiker wie den Târ-Spieler Ali Akbar Schahnazi (1897–1985), den Sänger Soleyman Amir Ghasemi und den Setar-Spieler Sa'id Hormozi.
Der große klassisch-persische Sänger Abdollah Davami übte einen weitreichenden Einfluss auf Nasrollah Nasehpoors musikalische Entwicklung aus, der mittlerweile rund 40 Jahre als weithin anerkannter Sänger, Musikforscher und -lehrer tätig war.
1996 gründete er mit seinen Söhnen Peyman, Pooyan und Parham das Nassehpoor Ensemble. Im gleichen Jahr trat er bei einer Europa-Tournee mit dem Sheyda Ensemble in Köln, London, Paris, Florenz und Venedig auf.